# Takuro Yajima
Takuro Yajima (矢島 卓郎 Yajima Takuro?), född 28 mars 1984 i Shiga prefektur, är en japansk fotbollsspelare.
Yajima började sin karriär 2004 i Kawasaki Frontale. 2006 flyttade han till Shimizu S-Pulse. Han gick tillbaka till Kawasaki Frontale 2009. 2014 flyttade han till Yokohama F. Marinos. Efter Yokohama F. Marinos spelade han för Kyoto Sanga FC. Han avslutade karriären 2016.